# Борковский сельский совет (Харьковская область)
Бо́рковский либо Борковско́й сельский совет — входил до 2021 года в состав Змиёвского района Харьковской области Украины.
Административный центр сельского совета находился в селе Бо́рки.

## История
- 1922 год — дата образования данного сельского Совета (крестьянских) депутатов трудящихся на территории … волости в составе Змиевского уезда Харьковской губернии Украинской Советской Социалистической Республики.
- С марта 1923 года — в составе Змиевского(?) района Харьковского округа, с февраля 1932 года — Харьковской области УССР.
- В 1966 году данные н.п. входили в состав Тарановского сельсовета:[2]
- Казачка (Змиёвский район)
- Дудковка (Змиёвский район)
- Первомайское (Змиёвский район)
- Борки (Змиёвский район)
- Беспаловка (Змиёвский район)
- Джгуны
- Фёдоровка (Змиёвский район)
- Жадановка (Змиёвский район)
- Погорелое (Змиёвский район)
- Кравцово (Змиёвский район)
- Кислый (Змиёвский район)
- Карповка (Змиёвский район)
- Гужвинский
- Кирюхи (Змиёвский район)
- Михайловка (Змиёвский район)
- Между 1967[2]  и 1976[3] годами Борковский сельсовет был выделен из состава Тарановского сельсовета.
- C 1976[3] по 2020 год состав населённых пунктов сельсовета не менялся.
- После 17 июля 2020 года в рамках административно-территориальной реформы по новому делению Харьковской области[4][5] сельсовет, как и весь Змиевской район Харьковской области, был ликвидирован; входящие совет населённые пункты и его территории были присоединены к ... территориальной общине Чугуевского района области.
- Сельсовет просуществовал 98 лет.

## Населённые пункты совета
- село Бо́рки
- село Гужвинское
- посёлок Джгун
- посёлок Зализни́чные Бо́рки
- село Кирюхи
- село Ки́слое
- село Кравцо́во
- посёлок Кукулевка
- посёлок Первома́йский
- село Погоре́лое
- село Фёдоровка